# Il paradiso del pavone
Il paradiso del pavone è un film drammatico del 2021 diretto da Laura Bispuri.

## Trama
Umberto e Nena sono sposati da decenni ma la loro coppia è sempre stata in realtà un triangolo. Nel giorno del compleanno di Nena la famiglia, che comprende due figli, i loro compagni e la nipotina Alma, si riunisce nella casa di famiglia al mare. Sarà una giornata di rivelazioni che riguarderanno tutti e coinvolgeranno anche una ragazza dell'est, ora legata al genero di Nena, e le dinamiche relazionali distorte e consolidate nel tempo si ripeteranno anche in quella giornata invernale di festa. L'ospite più insolito è Paco, il pavone che Alma porta ovunque con sé, ulteriore presenza incongruente in mezzo alle già numerose disfunzionalità famigliari.

## Produzione

### Sviluppo
A proposito del suo film, la regista Laura Bispuri ha spiegato:
"Ci sono film che insegui per anni e altri che all’improvviso entrano nella tua vita e ti sorprendono. Il paradiso del pavone è un piccolo viaggio nell’intimità e nell’autenticità degli esseri umani: un film su una famiglia allargata in cui tutti si parlano ma nessuno si ascolta davvero. Finché un evento inaspettato costringe i protagonisti a guardarsi negli occhi e a svelarsi per ciò che sono. Ed è come se la loro vita diventasse improvvisamente la nostra, in uno specchio di sentimenti che ci fa riflettere sulla complessità dei rapporti umani, sul mistero della perdita, sulle mille voci che ci parlano da dentro, sull’importanza del silenzio, sulla nostra costante ricerca dell’amore."

### Riprese
Le riprese del film si sono svolte a Ostia (Roma), e interamente nel Lazio.

## Distribuzione
Il film è stato presentato in anteprima nella sezione Orizzonti della 78ª Mostra internazionale d'arte cinematografica di Venezia il 5 settembre 2021. È stato distribuito nelle sale da Nexo Digital a partire dal 16 giugno 2022.

## Accoglienza

### Incassi
Nelle sale cinematografiche italiane il film ha incassato solamente un totale di 14mila euro circa.

## Riconoscimenti
- 2021 - Festival di Venezia
  - Candidatura al Leone d'argento[6]